# أوسكار باريتو
أوسكار باريتو (بالإسبانية: Oscar Barreto) (28 أبريل 1993 ببوغوتا في كولومبيا - ) هو لاعب كرة قدم كولومبي في مركز الوسط.

## وصلات خارجية
- أوسكار باريتو على موقع قاعدة بيانات كرة القدم.إي يو (الإنجليزية)
- أوسكار باريتو على موقع Soccerway.com (الإنجليزية)
- أوسكار باريتو على موقع AS.com (الإسبانية)